# سیارک ۴۱۰۴
سیارک ۴۱۰۴ (به انگلیسی: 4104 Alu، نامگذاری:1989ED) چهار هزار و صد و چهارمین سیارک کشف شده‌است که در ۵ مارس ۱۹۸۹ کشف شد.
قدر مطلق سیارک برابر ۱۲٫۵۰ است.